# Mikes János (könyvszereplő)
Mikes János Kemény Zsigmond: Özvegy és leánya című regényének egyik főszereplője. A katolikus erdélyi Mikes család fia, a moldvai vajda testőrségének a parancsnoka. Szécsi Mária udvarában találkozott a fiatal Tarnóczy Sárával, aki titokban szerelmes lett Jánosba. A férfi nem figyelt fel a gyermeklányra, kedvesnek és szépnek találta, de nem lett belé szerelmes. Később részt vett Sára megszöktetésében, aki az öccse, Mikes Kelemen menyasszonya volt már gyerekkoruk óta. Ám bigott kálvinistaként a lány anyja, Tarnóczy Simonné nem akarta végrehajtani egykori férje óhaját. Sára a lányszöktetés közben bevallotta az érzelmeit, de János becsülete nem engedte meg, hogy a testvérétől elvegye a menyasszonyát.
A regényben ő képviseli a félelem és gáncs nélküli lovag eszméjét. Mereven értelmezi a becsület fogalmát, a családi összetartás elvét felébe helyezi az őszinte, igazi emberi érzéseknek.
Az 1983-ban készült tévéfilm-sorozatban Mikes Jánost Kolos István alakította.